# Турецький Юрій
Юрій Турецький (1821, м. Заставна, нині Чернівецької обл. — 6 листопада 1894, м. Заставна) — селянин з м. Заставна, посол (депутат) Австрійського парламенту і Буковинського сейму.

## Життєпис
Народився у 1821 році в м. Заставна в селянській родині. В 1846—1856 рр. проходив військову службу. Далі працював землеробом у родинному господарстві.
У 1861 р. Турецький був обраний послом до Буковинського сейму. Сейм обрав також послом державної ради у Відні від сільських громад Буковини. Був єдиним українцем від Буковини аж до 1891 року, коли послом було обрано представника Руської Ради Василя Воляна. Однак, не маючи належної підготови, він не міг брати активної участі в роботі парламенту.